# Pieter de Waard
Pieter de Waard (IJmuiden, 21 juni 1960) is een voormalig Nederlands sportbestuurder.

## Leven en werk
De Waard was van 2006 tot 2023 algemeen directeur van voetbalclub Telstar uit Velsen-Zuid. Daarvoor had hij een eigen communicatiebureau en eerder was hij werkzaam in de olie- en gasindustrie.
De Waard valt vaak op door zijn excentrieke voorkomen en  flamboyante uitspraken. Namens Telstar organiseerde hij een aantal ludieke acties, die de gewenste publiciteit kregen. Voorbeelden hiervan zijn de bezetting van het hoofdveld van de club onder het motto "Occupy Telstar" in 2012 en een loterij in 2021 met als hoofdprijs assistent-trainer worden van Louis van Gaal die tijdens één competitiewedstrijd hoofdtrainer zou zijn van Telstar.
In 2019 stelde De Waard zich kandidaat voor het voorzitterschap van de KNVB, als opvolger van Michael van Praag. Deze verkiezing verloor hij uiteindelijk van Just Spee. In hetzelfde jaar deed De Waard mee aan het televisieprogramma De slimste mens en in 2022 speelde hij een van de hoofdrollen in de documentaire Tussen Vis en Staal van Joris Postema.
Pieter de Waard is de zoon van Jos de Waard, die voorzitter was van Telstar van 1981 tot 1988, in het latere deel van welke periode (circa 1985 tot en met 1988) Telstar een samenwerkingsverband had met Ajax, een satellietclub was van Ajax.